# Саракташский район
Саракта́шский райо́н — административно-территориальная единица (район) и муниципальное образование (муниципальный район) в Оренбургской области России.
Административный центр — посёлок Саракташ.

## География
Район расположен в северо-восточной части Оренбургской области (в 35 км от Башкирии, в 70 км от Казахстана и в 100 км от областного центра). Граничит: с Оренбургским, Сакмарским, Тюльганским, Кувандыкским, Беляевским районами области, на севере и востоке — с Башкортостаном. Площадь территории — 3639 км².

## История
Район образован 4 января 1931 года. Территория района неоднократно подвергалась административно-территориальным изменениям. В 1959 году в состав Саракташского района вошла территория ликвидированного Гавриловского района. С января 1965 года территория Саракташского района находится в нынешних границах.
В районе родился первый председатель правительства Российской Федерации В. С. Черномырдин.

## Население
| 2002    | 2003    | 2004    | 2009    | 2010    | 2012    | 2013    | 2014    | 2015    |
| ------- | ------- | ------- | ------- | ------- | ------- | ------- | ------- | ------- |
| 42 307  | ↘42 300 | ↗42 500 | ↗43 582 | ↘40 145 | ↘40 137 | ↗40 303 | ↘40 288 | ↘40 225 |
| 2016    | 2017    | 2018    | 2019    | 2020    | 2021    |         |         |         |
| ↘40 069 | ↘39 735 | ↘39 106 | ↘38 433 | ↘37 898 | ↗40 630 |         |         |         |

### Национальный состав
Русские — 68%, татары — 16,8%, казахи — 5,4%, башкиры — 3,9%, и другие.
Башкирские населённые пункты — Рыскулово, Сунарчи, Султанбаево, Среднеаскарово, Нижнеаскарово (ныне русско-башкирское).
Татарские населённые пункты — Татарский Саракташ, Кульчумово, Шишма, Жёлтое, Ирек, Новогафарово, Карагузино, Сияльтугай, Аблязово, Никитино.
Также имеется казачья станица Новочеркасск.

## Территориальное устройство
Саракташский район как административно-территориальная единица области включает 18 сельсоветов и 1 поссовет. В рамках организации местного самоуправления, Саракташский муниципальный район включает соответственно 19 муниципальных образований со статусом сельских поселений (сельсоветов/поссоветов):
| №  | Муниципальное образование    | Административный центр    | Количество населённых пунктов | Население (чел.) | Площадь (км²) |
| -- | ---------------------------- | ------------------------- | ----------------------------- | ---------------- | ------------- |
| 1  | Александровский сельсовет    | село Вторая Александровка | 2                             | ↘442             | 18,22         |
| 2  | Бурунчинский сельсовет       | село Бурунча              | 2                             | ↘600             | 105,00        |
| 3  | Васильевский сельсовет       | село Васильевка           | 6                             | ↘1262            | 53,74         |
| 4  | Воздвиженский сельсовет      | село Воздвиженка          | 4                             | ↘1459            | 41,32         |
| 5  | Гавриловский сельсовет       | село Гавриловка           | 4                             | ↘635             | 128,20        |
| 6  | Жёлтинский сельсовет         | село Жёлтое               | 11                            | ↘1881            | 320,00        |
| 7  | Каировский сельсовет         | село Каировка             | 7                             | ↘875             | 220,00        |
| 8  | Карагузинский сельсовет      | село Карагузино           | 1                             | →245             | 74,68         |
| 9  | Надеждинский сельсовет       | село Надеждинка           | 3                             | ↘511             | 115,00        |
| 10 | Николаевский сельсовет       | деревня Николаевка        | 4                             | ↘1212            | 196,00        |
| 11 | Новосокулакский сельсовет    | село Новосокулак          | 2                             | ↘507             | 88,96         |
| 12 | Новочеркасский сельсовет     | село Новочеркасск         | 6                             | ↘2293            | 562,71        |
| 13 | Петровский сельсовет         | село Петровское           | 2                             | ↘1105            | 156,34        |
| 14 | Саракташский поссовет        | посёлок Саракташ          | 1                             | ↗18 789          | 30,52         |
| 15 | Спасский сельсовет           | село Спасское             | 5                             | ↘874             | 862,02        |
| 16 | Старосокулакский сельсовет   | село Старый Сокулак       | 5                             | ↘365             | 110,12        |
| 17 | Фёдоровский Первый сельсовет | село Фёдоровка Первая     | 3                             | ↘732             | 90,62         |
| 18 | Черкасский сельсовет         | село Черкассы             | 2                             | ↘2221            | 136,00        |
| 19 | Чёрноотрожский сельсовет     | село Чёрный Отрог         | 7                             | ↘3324            | 330,00        |

Законом Оренбургской области от 8 мая 2015 года, Нижнеаскаровский сельсовет был упразднён и включён в Спасский сельсовет.

### Населённые пункты
В Саракташском районе 77 населённых пунктов.
| №  | Населённый пункт     | Тип     | Население | Муниципальное образование    |
| -- | -------------------- | ------- | --------- | ---------------------------- |
| 1  | Аблязово             | село    | 137       | Чёрноотрожский сельсовет     |
| 2  | Александровка        | село    | 364       | Черкасский сельсовет         |
| 3  | Андреевка            | село    | 238       | Петровский сельсовет         |
| 4  | Биктимирово          | село    | 258       | Николаевский сельсовет       |
| 5  | Булгаково            | деревня | 133       | Гавриловский сельсовет       |
| 6  | Бурунча              | село    | 436       | Бурунчинский сельсовет       |
| 7  | Васильевка           | село    | 610       | Васильевский сельсовет       |
| 8  | Верхняя Черноречка   | хутор   | 65        | Жёлтинский сельсовет         |
| 9  | Воздвиженка          | село    | 977       | Воздвиженский сельсовет      |
| 10 | Вторая Александровка | село    | 479       | Александровский сельсовет    |
| 11 | Гавриловка           | село    | 559       | Гавриловский сельсовет       |
| 12 | Гремучий             | посёлок | 106       | Старосокулакский сельсовет   |
| 13 | Екатериновка         | село    | 241       | Каировский сельсовет         |
| 14 | Елшанка              | село    | 130       | Новочеркасский сельсовет     |
| 15 | Жёлтая               | станция | 416       | Жёлтинский сельсовет         |
| 16 | Жёлтое               | село    | 777       | Жёлтинский сельсовет         |
| 17 | Изяк-Никитино        | село    | 264       | Чёрноотрожский сельсовет     |
| 18 | Ирек                 | село    | 103       | Воздвиженский сельсовет      |
| 19 | Ислаевка             | деревня | 32        | Новосокулакский сельсовет    |
| 20 | Кабанкино            | село    | 468       | Николаевский сельсовет       |
| 21 | Каировка             | село    | 447       | Каировский сельсовет         |
| 22 | Камышино             | село    | 343       | Новочеркасский сельсовет     |
| 23 | Карагузино           | село    | →245      | Карагузинский сельсовет      |
| 24 | Ковыловка            | село    | 34        | Спасский сельсовет           |
| 25 | Кондуровка           | село    | 255       | Жёлтинский сельсовет         |
| 26 | Кондуровка           | станция | 26        | Жёлтинский сельсовет         |
| 27 | Красногор            | село    | 526       | Новочеркасский сельсовет     |
| 28 | Кульчумово           | село    | 327       | Васильевский сельсовет       |
| 29 | Ладыгино             | деревня | 101       | Каировский сельсовет         |
| 30 | Мальга               | село    | 37        | Спасский сельсовет           |
| 31 | Надеждинка           | село    | 378       | Надеждинский сельсовет       |
| 32 | Назаровка            | деревня | 25        | Каировский сельсовет         |
| 33 | Нехорошевка          | деревня | 34        | Каировский сельсовет         |
| 34 | Нижнеаскарово        | село    | 108       | Спасский сельсовет           |
| 35 | Никитино             | село    | 660       | Чёрноотрожский сельсовет     |
| 36 | Николаевка           | деревня | 2         | Каировский сельсовет         |
| 37 | Николаевка           | деревня | 409       | Николаевский сельсовет       |
| 38 | Новогафарово         | село    | 253       | Жёлтинский сельсовет         |
| 39 | Новомихайловка       | село    | 264       | Бурунчинский сельсовет       |
| 40 | Новониколаевка       | село    | 19        | Жёлтинский сельсовет         |
| 41 | Новосёлки            | село    | 176       | Васильевский сельсовет       |
| 42 | Новосокулак          | село    | 563       | Новосокулакский сельсовет    |
| 43 | Новочеркасск         | село    | 1070      | Новочеркасский сельсовет     |
| 44 | Островное            | село    | 456       | Новочеркасский сельсовет     |
| 45 | Петровское           | село    | 994       | Петровский сельсовет         |
| 46 | Покурлей             | деревня | 202       | Васильевский сельсовет       |
| 47 | Правда               | деревня | 46        | Гавриловский сельсовет       |
| 48 | Правобережный        | посёлок | 81        | Новочеркасский сельсовет     |
| 49 | Райманово            | деревня | 14        | Васильевский сельсовет       |
| 50 | Редькин              | хутор   | 116       | Фёдоровский Первый сельсовет |
| 51 | Родники              | деревня | 34        | Гавриловский сельсовет       |
| 52 | Рождественка         | село    | 171       | Николаевский сельсовет       |
| 53 | Рыскулово            | село    | 120       | Жёлтинский сельсовет         |
| 54 | Сапёрка              | хутор   | ↘0        | Воздвиженский сельсовет      |
| 55 | Сапёрка              | хутор   | ↘1        | Жёлтинский сельсовет         |
| 56 | Саракташ             | посёлок | ↗18 789   | Саракташский поссовет        |
| 57 | Свиногорка           | деревня | 58        | Александровский сельсовет    |
| 58 | Сияльтугай           | деревня | 103       | Фёдоровский Первый сельсовет |
| 59 | Смочилино            | деревня | 31        | Каировский сельсовет         |
| 60 | Советский            | посёлок | 193       | Чёрноотрожский сельсовет     |
| 61 | Спасское             | село    | ↘702      | Спасский сельсовет           |
| 62 | Среднеаскарово       | село    | 69        | Спасский сельсовет           |
| 63 | Старый Сокулак       | село    | 294       | Старосокулакский сельсовет   |
| 64 | Студенцы             | село    | 360       | Чёрноотрожский сельсовет     |
| 65 | Султанбаево          | хутор   | 15        | Жёлтинский сельсовет         |
| 66 | Сунарчи              | село    | 261       | Жёлтинский сельсовет         |
| 67 | Татарский Саракташ   | село    | 107       | Васильевский сельсовет       |
| 68 | Туркестан            | хутор   | 2         | Надеждинский сельсовет       |
| 69 | Фёдоровка Вторая     | село    | 1         | Старосокулакский сельсовет   |
| 70 | Фёдоровка Первая     | село    | 602       | Фёдоровский Первый сельсовет |
| 71 | Черепановка          | хутор   | 0         | Старосокулакский сельсовет   |
| 72 | Черкассы             | село    | 1891      | Черкасский сельсовет         |
| 73 | Чёрный Отрог         | село    | 1671      | Чёрноотрожский сельсовет     |
| 74 | Чёрный Отрог         | станция | 403       | Чёрноотрожский сельсовет     |
| 75 | Широкий Брод         | хутор   | 3         | Старосокулакский сельсовет   |
| 76 | Шишма                | село    | 515       | Воздвиженский сельсовет      |
| 77 | Яковлевка            | село    | 183       | Надеждинский сельсовет       |

Упраздненные населенные пункты
19 июля 2000 года были упразднены хутор Сарбай и хутор Первомайский.

## Экономика
Основным сектором сельского хозяйства района является растениеводство. Основное направление отрасли — зерновое. Почти 60 % от всей площади зерновых культур занимает пшеница. Основное направление животноводческой отрасли — молочно-мясное.

## Достопримечательности
Саракташский район известен производством оренбургских пуховых платков (ручное производство). В селе Жёлтое проживает основное количество мастеров этого народного промысла.